# Vịt Triết Giang
Vịt Triết Giang là giống vịt nhà chuyên cho trứng có nguồn gốc từ tỉnh Triết Giang của Trung Quốc. Giống vịt này còn được gọi là Vịt siêu trứng Trung Quốc hay vịt cò, vịt cao cổ, nông dân Việt Nam còn gọi chúng là giống Siêu cò hay Siêu cổ cò. Chúng là giống vịt siêu trứng dễ nuôi và thích hợp với nhiều vùng sinh thái, tuổi đẻ quả trứng đầu tiên rất sớm so với giống vịt cỏ, năng suất trứng cao, có sức kháng bệnh cao, tỷ lệ hao hụt thấp, tìm mồi giỏi, tiêu tốn thức ăn không cao, tỷ lệ nuôi sống cao. Hiện nay, giống này đã được nuôi phổ biến trong cả nước Việt Nam. Vịt Triết Giang được Nhà nước Việt Nam công nhận là một giống vật nuôi được phép lưu hành, kinh doanh, sản xuất tại Việt Nam.

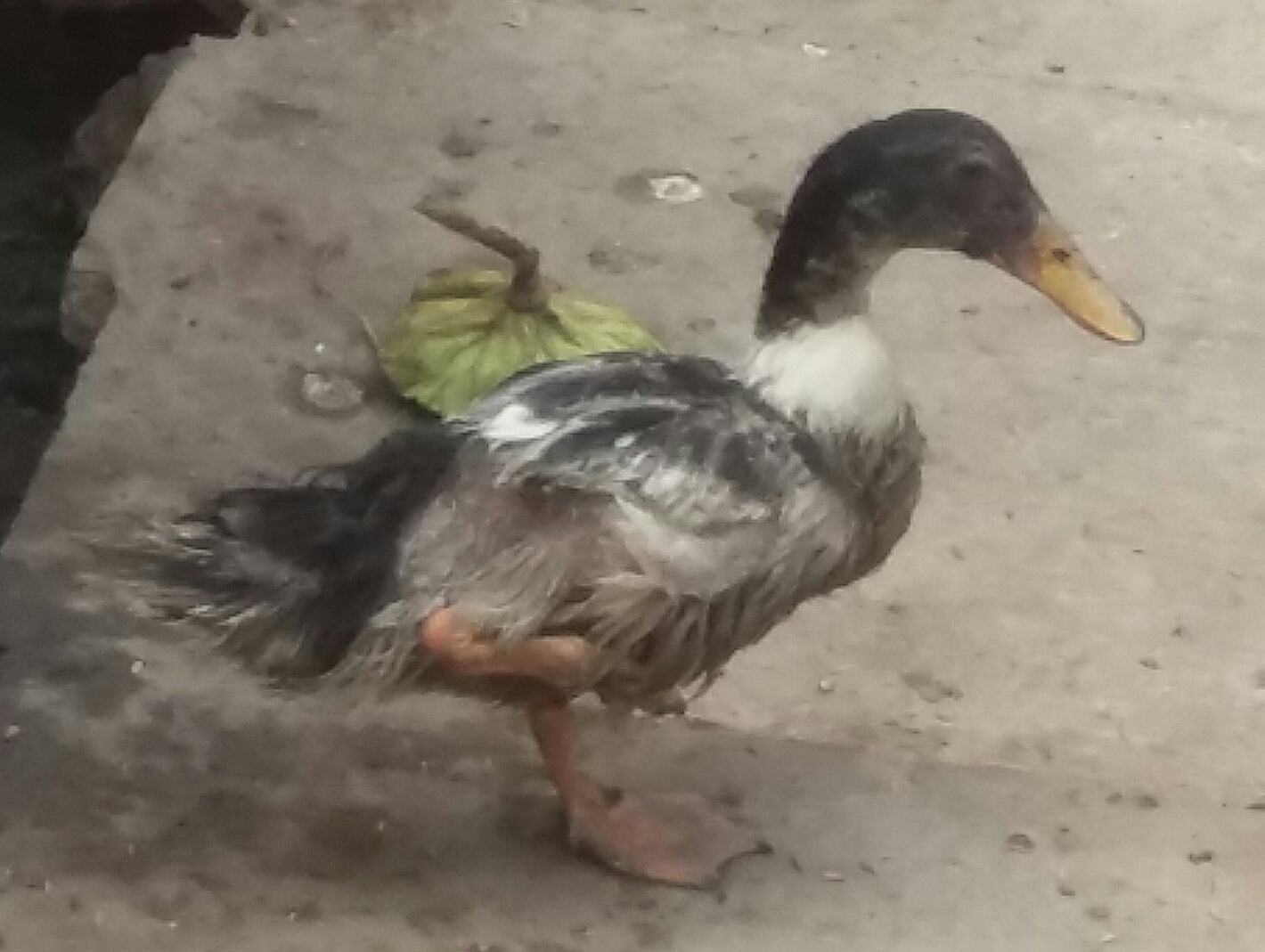
Một con vịt cò trống

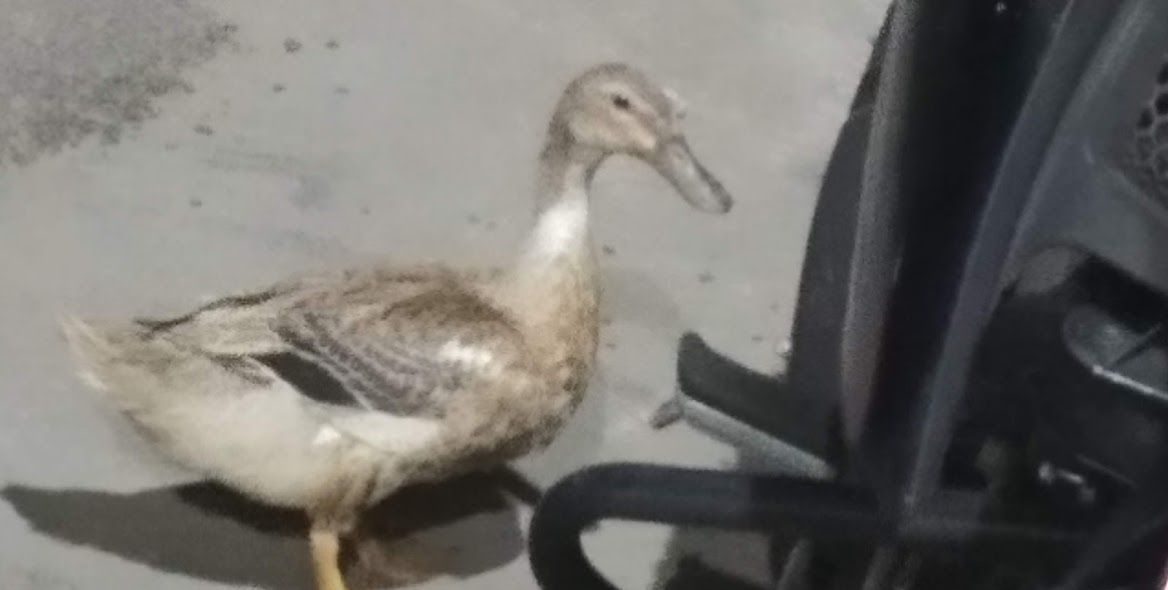
Một con vịt cò mái

## Đặc điểm

### Mô tả
Vịt có ngoại hình điển hình của một giống siêu trứng như cổ cao và dài, đầu nhỏ, mỏ dài, ngực hẹp, thân hình thon dài, dài đòn, háng rộng và bầu, tỉ lệ thuần về giống cao, màu sắc lông đồng đều (chúng có màu lông cánh sẻ nhạt), con mái trưởng thành đa số có màu cánh sẻ nhạt, con trống có lông ở đầu xám hoặc xanh đen, cổ có khoang trắng, phần thân có màu nâu đỏ xen lẫn lông trắng, phần đuôi có lông màu xanh đen và có 2–3 lông móc rất cong, chúng giống vịt trời (vì có đặc điểm cổ dài, đầu xanh, lông rằn). Nhìn chung, chúng có cơ thể gọn, nhỏ, tới lúc đẻ, con mái nặng khoảng 1.080g (1,08 kg) và con trống nặng khoảng 1140g (1,14 kg), chúng chỉ nặng hơn 1kg.
Khối lượng cơ thể vịt khi vào đẻ nhỏ, trọng lượng vịt 145 ngày tuổi là 1,4 kg/con Do trọng lượng của vịt Triết Giang cho đẻ khá nhỏ (khoảng 1,2 - 1,4 kg/con) nên tiêu tốn thức ăn ít hơn. Đối với những con giống thải loại (con đực) cho dù tốn công nuôi nhưng chỉ chân ngày càng cao, cổ ngày càng dài, nuôi 3 tháng chỉ nặng có 250 gram. Chúng ăn nhiều nhưng chậm lớn, chỉ có da bọc xương, nhiều đàn vịt nuôi mãi không lớn, ăn nhiều nhưng không lớn, nuôi đến 3 tháng chỉ tăng được 2,5 – 3 lạng/con. Riêng chân và cổ thì ngày càng dài, còn thân thì bé quắt.

### Đẻtrứng
Chúng có tuổi đẻ sớm, nuôi 16-17 tuần đã đẻ đẻ trứng đầu sớm (110-1 12 ngày tuổi). Nó là giống vịt đẻ sớm nhất. Mỗi năm, 1 mái đẻ được 267-258 quả. Vịt đẻ bền, trọng lượng trứng trung bình đạt 61,4g. Tiêu tốn thức ăn/10 trứng trung bình là 2,23 kg thức ăn trong điều kiện nuôi tập trung, sau 88 ngày nuôi vịt bắt đầu đẻ trứng, tỷ lệ đẻ trứng đạt 90% ở 125 ngày, trọng lượng trứng 55 gam/quả, hình dạng trứng dài
Khối lượng cơ thể lúc vào đẻ thấp 1,3-1,5 kg, tỷ lệ đẻ rất cao 98% - 100%, năng suất trứng bình quân/ mái đạt 227 - 239 quả (trong 10 tháng đẻ), trung bình từ 247 – 258 quả/mái/năm; khối lượng 60 - 70 g/quả, tỷ lệ trứng có phôi là 93%, tỷ lệ trứng loại là 5,6%, tỷ lệ trứng sát là 5,1%, tỷ lệ ấp nở 89,3%, tỷ lệ trứng nở/ tổng số trứng đưa vào ấp đạt 83,7%, tỉ lệ bắt đầu đẻ đến khi đạt kích cỡ đồng đều về trứng cao hơn giống vịt địa phương (vịt cỏ) từ 15 - 20 ngày.
Vịt Triết Giang đẻ nhanh đạt tới tỷ lệ đẻ cao đến giai đoạn 160 ngày tuổi đạt trên 80%, vịt đẻ đạt đỉnh cao nhất là 93% ở 360 ngày tuổi, năng suất trứng đến 37 tuần đẻ đạt 197 – 201 quả/vịt mái. Vịt đạt tỷ lệ đẻ cao đến giai đoạn 180 ngày tuổi đạt trên 80%, vịt đẻ đạt đỉnh cao nhất là 90% ở 360 ngày tuổi, năng suất trứng đến 37 tuần đẻ đạt 184 – 189 quả/vịt mái. Vịt Triết Giang đạt trọng lượng về sự đồng đều về trứng sớm hơn vịt là 15 -20 ngày Khối lượng sinh trưởng của vịt siêu trứng Triết Giang tại một số mô hình thí điểm thì tuần tuổi thứ 4 đạt 0,6 - 0,7 kg và vịt bắt đầu đẻ trứng ở tuần tuổi 13 với (sớm so với quy trình khoảng 2 tuần) với trọng lượng khoảng 1,2 kg - 1,4 kg; tỷ lệ đẻ đạt 50% ở 15 tuần tuổi, tỷ lệ đẻ đạt 90% ở tuần tuổi thứ 17, kết quả này tương đương so với các hộ nuôi vịt thả dưới ao, hồ.

### Tập tính
Vịt Triết Giang có những ưu điểm nổi bật như rất dễ nuôi, tìm mồi giỏi, thích hợp chạy đồng gần, tận dụng lúa rơi vãi, chúng thích hợp với nhiều vùng sinh thái, sức kháng bệnh cao, tuổi đẻ quả trứng đầu tiên rất sớm so với giống vịt cỏ vịt có sức đề kháng tốt, tỷ lệ sống cao, sức kháng bệnh cao hơn giống vịt địa phương. trong quá trình nuôi tỉ lệ hao hụt thấp, chủ yếu do nhiễm bệnh viêm đường hô hấp, vịt đẻ trứng đồng đều sớm hơn so với những giống khác từ 15-20 ngày, khả năng cho trứng từ 2-3 năm. Vịt thích nghi được trong điều kiện khí hậu, thời tiết không thuận, nhưng vào thời kỳ thay lông vịt rất mẫn cảm với nhiệt độ thấp, ẩm ướt, cần chú ý chuồng sạch, khô ráo, thoáng, cần thay chất động chuồng hàng ngày để hạn chế nấm mốc.

## TạiViệt Nam

### Nhập giống
Vịt Triết Giang được nhập vào Việt Nam từ nhiều năm kể từ năm 2005 qua đường tiểu ngạch đã được nuôi ở nhiều tỉnh thành Việt Nam. Đến tháng 1 năm 2007, giống vịt này mới chính thức được nhập vào Việt Nam và được nuôi tại Trung tâm Nghiên cứu vịt Đại Xuyên (Viện Chăn Nuôi). Vịt Triết Giang phát triển với tốc độ nhanh chóng, trở thành giống vịt có đầu con đứng thứ 2 sau vịt cỏ. Giống vịt Triết Giang có nhiều ưu điểm so với các giống vịt chuyên trứng được nuôi tại địa phương, chúng cho sản lượng trứng cao hơn năng suất trứng của vịt Cỏ, tương đương với năng suất trứng của các giống vịt siêu trứng khác như vịt Khaki Campbell và CV 2000.
Vịt thích hợp với nhiều phương thức nuôi khác nhau, có thể nuôi trên khô không cần nước bơi lội (nhốt trong chuồng, nuôi trên vườn cây) hoặc nuôi nhốt kết hợp với nuôi cá (cá-vịt), nuôi thả đồng có khoanh vùng kiểm soát. Là giống vịt chuyên trứng có năng suất cao nhất so với các giống vịt hiện có của Việt Nam. Vịt Triết Giang có khả năng thích nghi cao với điều kiện khí hậu Việt Nam, vịt có khả năng chống chịu bệnh tất rất tốt, đạt tỷ lệ nuôi sống từ 90- 92%. Nhiều hộ dân đã trở nên thoát đói, giảm nghèo nhờ nuôi giống vịt Triết Giang.
Giống vịt này được nuôi chỉ để đẻ (siêu trứng). Khi nuôi vịt trứng, người ta làm cho chúng thân càng bé càng tốt để đỡ tốn thức ăn. Tuy nhiên, quá trình ấp, tạo phôi, lò ấp sẽ phải sàng lọc để chỉ dùng con vịt cái. Các con vịt đực được tạo ra phải tiêu hủy ngay chứ không bán ra ngoài thị trường để chăn nuôi, con mái sau khi ấp xong dùng để đẻ, còn con đực được đem bán với giá rẻ. Nhiều hộ nuôi đến 3 tháng, nhưng chúng chậm lớn nên không bán ra thị trường được, phải tốn tiền mua thức ăn để nuôi những con vịt cao cổ trẻ mãi không già.
Nguyên nhân là người dân đã chọn giống vịt không chuẩn để nuôi, người dân đang nuôi phải giống vịt chuyên để đẻ nhưng lại là vịt đực, đây là giống vịt được ấp giống không chuẩn thì phải tiêu hủy ngay các đàn vịt này do ngoài việc nuôi tốn lương thực, nếu con giống này đủ lớn đến thời kỳ giao phối sẽ kéo theo nhiều hiểm họa về sau, có nguy cơ người dân sẽ còn phải đối mặt với chuyện con giống này phối giống với vịt bản địa sẽ gây phân ly không ra giống gì và xuất hiện những con giống không ra vịt, cũng chẳng ra gà.

### Miền Bắc
Tại hộ nông dân xã Đông Minh huyện Đông Sơn tỉnh Thanh Hóa, nuôi 600 con vịt sinh sản chuyên trứng Triết Giang hàng ngày cho khoảng 512 - 535 quả trứng. Thái Nguyên có hiệu quả từ mô hình nuôi vịt chuyên trứng an toàn sinh học trong quá trình nuôi tỷ lệ mắc các bệnh thông thường giảm hơn so với phương pháp nuôi truyền thống, tỷ lệ sống của vịt 13 tuần tuổi đạt 95% Một số hộ ở Vĩnh Phúc làm giàu từ vịt siêu đẻ  Thái Bình đã khảo nghiệm đề xuất nhiều giống gia cầm mới vào sản xuất trong đó có Vịt Triết Giang.

### TạiHuế
Lần đầu tiên trên địa bàn huyện miền núi Nam Đông xuất hiện loại vịt cao cổ này, tại huyện miền núi Nam Đông, xã Hương Hòa, Hương Lộc và thị trấn Khe Tre đã có đến hơn 2.000 con vịt cao cổ được thả nuôi. Các huyện Quảng Điền, Phú Lộc, giống vịt họ mua được giới thiệu là vịt siêu nạc và nhiều người dân sau khi mắc bẫy nuôi phải vịt siêu cao cổ đã đem bán tràn lan ở chợ đầu mối với giá rẻ. Đây là những đàn vịt không rõ nguồn gốc, xuất xứ được đưa vào các vùng biên để tiêu thụ. Nhiều người vì hám rẻ đã mua về nuôi dẫn đến hậu quả lớn.

### Miền Tây
Mô hình nuôi vịt sinh sản chuyên trứng của giống vịt triết giang tại thị xã Tân Châu, An Giang Đặc biệt là tại Bạc Liêu đã triển khai mô hình nuôi giống vịt đẻ Triết Giang, sau 118 ngày, vịt bắt đầu cho trứng, vịt phát triển tốt, đồng đều, trọng lượng 1,3 – 1,4 kg/con, tỷ lệ đẻ 70-75%, 300 trứng/ngày/425 con (đã loại thải những con không đạt chuẩn sinh sản), tỷ lệ hao hụt 5%, Bạc Liêu đã cho thấy hiệu quả từ nuôi vịt đẻ Triết Giang. Ở xứ này có loài vịt cổ cò thịt ngon như vịt trời. Ai muốn ăn cứ ra ruộng bắt về ăn, không tốn đồng nào, Vịt cổ cò trưởng thành đang được người dân nhốt lại để ăn thịt và cho láng giềng Chúng được sử dụng để chuyên đi diệt sâu rầy, lũ vịt cứ theo bản năng tự nhiên rúc vào các đám lúa tìm bắt sâu, rầy, bướm, ốc bươu vàng, Khi được thả xuống ruộng, bầy vịt nhanh chóng tản ra, lao vào các đám lúa tìm bắt sâu rầy
Tại Trà Vinh, có mô hình nuôi vịt đẻ theo phương pháp an toàn sinh học với việc chuyển giao 6.850 con vịt 01 ngày tuổi (giống vịt Triết Giang) cho 18 hộ dân ở hai huyện Càng Long và Cầu Kè Kiên Giang phối hợp mô hình nuôi vịt hướng trứng an toàn sinh học với quy mô 3.450 con vịt Cò, sau 14 tháng nuôi, vịt phát triển tốt, đồng đều, tỷ lệ nhiễm bệnh thấp, chi phí lao động giảm, đem lại lợi nhuận cao.